# Temporada 2015 de la WNBA
La Temporada 2015 de la WNBA fue la decimonovena en la historia de la WNBA. Acabó con el tercer título para las Minnesota Lynx, tras los conseguidos en 2011 y 2013, derrotando en la final a las Indiana Fever.

## Clasificaciones

### Conferencia Este
| Conferencia Este       | G  | P  | PCT  | PD | Casa | Fuera | Conf. |
| ---------------------- | -- | -- | ---- | -- | ---- | ----- | ----- |
| x - New York Liberty   | 23 | 11 | .676 | -  | 12-5 | 11-6  | 13-9  |
| x - Chicago Sky        | 21 | 13 | .618 | 2  | 13-4 | 8-9   | 14-8  |
| x - Indiana Fever      | 20 | 14 | .588 | 3  | 11-6 | 9-8   | 13-9  |
| x - Washington Mystics | 18 | 16 | .529 | 5  | 11-6 | 7-10  | 10-12 |
| e - Atlanta Dream      | 15 | 19 | .441 | 8  | 9-8  | 6-11  | 10-12 |
| e - Connecticut Sun    | 15 | 19 | .441 | 8  | 8-9  | 7-10  | 6-16  |

### Conferencia Oeste
| Conferencia Oeste      | G  | P  | PCT  | PD | Casa | Fuera | Conf. |
| ---------------------- | -- | -- | ---- | -- | ---- | ----- | ----- |
| z - Minnesota Lynx     | 22 | 12 | .647 | -  | 13-4 | 9-8   | 16-6  |
| x - Phoenix Mercury    | 20 | 14 | .588 | 2  | 13-4 | 7-10  | 15-7  |
| x - Tulsa Shock        | 18 | 16 | .529 | 4  | 12-5 | 6-11  | 11-11 |
| x - Los Angeles Sparks | 14 | 20 | .412 | 8  | 9-8  | 5-12  | 10-12 |
| e - Seattle Storm      | 10 | 24 | .294 | 12 | 8-9  | 2-15  | 8-14  |
| e - San Antonio Stars  | 8  | 26 | .235 | 14 | 7-10 | 1-16  | 6-16  |

## All-Star Game
El WNBA All-Star Game tuvo como anfitriones a las Connecticut Sun el 25 de julio en el Mohegan Sun Arena. Fue la cuarta vez que se celebró en Connecticut de las trece ediciones hasta ese momento.
| 25 de julio de 2015 | Oeste                                        | 117–112                               | Este                                                        | |  |
| 3:30 p. m. ET       | Parciales: 24-34, 34-25, 35-32, 24-21        | Parciales: 24-34, 34-25, 35-32, 24-21 | Parciales: 24-34, 34-25, 35-32, 24-21                       | |  |
|                     | Estadísticas Moore 30 Lavender 12 Robinson 7 | Reporte Pts Reb Asts                  | Estadísticas Bentley 23 Catchings 10 Catchings y Schimmel 6 | Pabellón: Mohegan Sun Arena, Uncasville, Connecticut Asistencia: 8.214 espectadores Árbitros: - #9 Denise Brooks - #21 Byron Jarrett - #55 Eric Brewton Televisión: ABC |  |

## Galardones
| Galardón                                      | Ganadora             | Equipo           |
| --------------------------------------------- | -------------------- | ---------------- |
| MVP de las Finales de la WNBA                 | Sylvia Fowles        | Minnesota Lynx   |
| MVP de la Temporada de la WNBA                | Elena Delle Donne    | Chicago Sky      |
| Mejor Defensora de la WNBA                    | Brittney Griner      | Phoenix Mercury  |
| Jugadora Más Mejorada de la WNBA              | Kelsey Bone          | Connecticut Sun  |
| Peak Performers de la WNBA (puntos)           | Elena Delle Donne    | Chicago Sky      |
| Peak Performers de la WNBA (rebotes)          | Courtney Paris       | Tulsa Shock      |
| Peak Performers de la WNBA (asistencias)      | Courtney Vandersloot | Chicago Sky      |
| Mejor Sexta Mujer de la WNBA                  | Allie Quigley        | Chicago Sky      |
| Rookie del Año de la WNBA                     | Jewell Loyd          | Seattle Storm    |
| Premio a la Jugadora Más Deportiva de la WNBA | DeLisha Milton-Jones | Atlanta Dream    |
| Entrenador del Año de la WNBA                 | Bill Laimbeer        | New York Liberty |

## Playoffs
|  | 1.ª ronda         | 1.ª ronda   | 1.ª ronda  |           |    | Finales de Conferencia | Finales de Conferencia | Finales de Conferencia |  |    | Finales de la WNBA | Finales de la WNBA | Finales de la WNBA |  |
|  | Mejor de 3        | Mejor de 3  | Mejor de 3 |           |    | Mejor de 3             | Mejor de 3             | Mejor de 3             |  |    | Mejor de 5         | Mejor de 5         | Mejor de 5         |  |
|  |                   |             |            |           |    |                        |                        |                        |  |    |                    |                    |                    |  |
|  |                   |             |            |           |    |                        |                        |                        |  |    |                    |                    |                    |  |
|  | E1                | New York    | 2          |           |    |                        |                        |                        |  |    |                    |                    |                    |  |
|  | E1                | New York    | 2          |           |    |                        |                        |                        |  |    |                    |                    |                    |  |
|  | E4                | Washington  | 1          |           |    |                        |                        |                        |  |    |                    |                    |                    |  |
|  | E4                | Washington  | 1          |           | E1 | New York               | 1                      |                        |  |    |                    |                    |                    |  |
|  | Conferencia Este  |             |            |           | E1 | New York               | 1                      |                        |  |    |                    |                    |                    |  |
|  |                   |             | E3         | Indiana   | 2  |                        |                        |                        |  |    |                    |                    |                    |  |
|  | E2                | Chicago     | E3         | Indiana   | 2  | 1                      |                        |                        |  |    |                    |                    |                    |  |
|  | E2                | Chicago     |            |           |    |                        |                        |                        |  |    |                    |                    |                    |  |
|  | E3                | Indiana     | 2          |           |    |                        |                        |                        |  |    |                    |                    |                    |  |
|  | E3                | Indiana     | 2          |           |    |                        |                        |                        |  | E3 | Indiana            | 2                  |                    |  |
|  |                   |             |            |           |    |                        |                        |                        |  | E3 | Indiana            | 2                  |                    |  |
|  |                   |             | W1         | Minnesota | 3  |                        |                        |                        |  |    |                    |                    |                    |  |
|  | W1                | Minnesota   | W1         | Minnesota | 3  | 2                      |                        |                        |  |    |                    |                    |                    |  |
|  | W1                | Minnesota   |            |           |    |                        |                        |                        |  |    |                    |                    |                    |  |
|  | W4                | Los Angeles | 1          |           |    |                        |                        |                        |  |    |                    |                    |                    |  |
|  | W4                | Los Angeles | 1          |           | W1 | Minnesota              | 2                      |                        |  |    |                    |                    |                    |  |
|  | Conferencia Oeste |             |            |           | W1 | Minnesota              | 2                      |                        |  |    |                    |                    |                    |  |
|  |                   |             | W2         | Phoenix   | 0  |                        |                        |                        |  |    |                    |                    |                    |  |
|  | W2                | Phoenix     | W2         | Phoenix   | 0  | 2                      |                        |                        |  |    |                    |                    |                    |  |
|  | W2                | Phoenix     |            |           |    |                        |                        |                        |  |    |                    |                    |                    |  |
|  | W3                | Tulsa       | 0          |           |    |                        |                        |                        |  |    |                    |                    |                    |  |
|  | W3                | Tulsa       | 0          |           |    |                        |                        |                        |  |    |                    |                    |                    |  |
|  |                   |             |            |           |    |                        |                        |                        |  |    |                    |                    |                    |  |